# There There
 (novembre 2013).
Si vous disposez d'ouvrages ou d'articles de référence ou si vous connaissez des sites web de qualité traitant du thème abordé ici, merci de compléter l'article en donnant les références utiles à sa vérifiabilité et en les liant à la section « Notes et références ».
Pour le roman, voir There There (roman).
Singles de Radiohead
Knives Out
(2001) Go to Sleep
(2003)
Pistes de Hail to the Thief
The Gloaming (Softly Open our Mouths in the Cold) I Will (No Man's Land)
There There (The Boney King of Nowhere) est le 9e titre de l'album Hail to the Thief du groupe de rock anglais Radiohead, sorti en 2003, et le premier single issu de cet album. There There s'est classé 4e des charts au Royaume-Uni et 1er au Canada. Il a également été nommé aux Grammy Awards pour le prix de la meilleure performance rock, devenant le plus gros succès radio du groupe depuis Optimistic en 2000.

## Style musical
Comme de nombreux titres de Radiohead des années 2000, There There est décrit par le groupe comme très influencé par le groupe Can, dont Radiohead a fait quelques reprises. Coproduit par Radiohead et Nigel Godrich, le titre est souvent considéré comme un des meilleurs du groupe[réf. nécessaire]. Dans la version studio finale, disponible sur Hail to the Thief et sortie en single, le morceau commence par un rythme synthétisé. Pour ses versions live cependant, tous les membres du groupe (excepté Thom Yorke et le bassiste Colin Greenwood) sont aux percussions. There There est souvent utilisée comme ouverture du concert durant la tournée suivant la sortie de Hail to the Thief.

## Clip vidéo
Chacun des titres de Hail to the Thief possède un titre alternatif : celui de There There est The Boney King of Nowhere, vraisemblablement en référence à un épisode d'un programme télévisé pour enfants britannique, Bagpuss[réf. nécessaire], dont Thom Yorke et son fils seraient de fervents admirateurs. Le clip vidéo de There There, réalisé par Chris Hopewell est d'ailleurs inspiré de Bagpuss. On y voit Thom Yorke errer dans une forêt sombre et rencontrer des animaux dans une atmosphère de contes de fées. Ce clip a reçu le MTV Video Music Award Best Art Direction lors des MTV Video Music Awards de 2003, récompensant la meilleure direction artistique.

## Liste des pistes du single
CD & 12"
1. "There There" - 5:23
2. "Paperbag Writer" - 3:58
3. "Where Bluebirds Fly" - 4:32

Faces B
Le single de "There There" possède deux faces B : "Paperbag Writer" et "Where Bluebirds Fly". "Paperbag Writer" a été créée principalement par Yorke, avec l'ajout d'une partie basse du membre du group Colin Greenwood. 
"Where Bluebirds Fly" est un morceau électronique, avec des vocalises, qui a originellement été entendu comme la musique d'entrée du groupe pour leur tournée de 2002. Ce titre a été joué une fois en live : en mars 2005, Yorke le joua à Londres au UK Ether Festival avec le Arab Orchestra of Nazareth, le soliste Lubna Salame, le London Sinfonietta et Jonny Greenwood jouant des ondes Martenot.

## Classements hebdomadaires
| Classement (2003)                       | Meilleure position |
| --------------------------------------- | ------------------ |
| Allemagne (GfK Entertainment)           | 67                 |
| Australie (ARIA)                        | 28                 |
| Belgique (Wallonie Ultratop 50 Singles) | 39                 |
| Canada (Canadian Singles Chart)         | 1                  |
| Danemark (Tracklisten)                  | 9                  |
| Écosse (OCC)                            | 4                  |
| États-Unis (Alternative Songs)          | 14                 |
| Finlande (Suomen virallinen lista)      | 5                  |
| France (SNEP)                           | 54                 |
| Irlande (IRMA)                          | 7                  |
| Italie (FIMI)                           | 5                  |
| Norvège (VG-lista)                      | 8                  |
| Pays-Bas (Single Top 100)               | 48                 |
| Royaume-Uni (UK Singles Chart)          | 4                  |
| Royaume-Uni (UK Rock Chart)             | 1                  |
| Suède (Sverigetopplistan)               | 39                 |
| Suisse (Schweizer Hitparade)            | 76                 |